# Revolta mapuche (1723)
A revolta mapuche de 1723 foi uma rebelião dos mapuches (um povo indígena do oeste da América do Sul) contra o Império Espanhol e sua administração colonial no atual Chile. Começou com o assassinato de Pascual Delgado pelos mapuches e continuou até que as facções mapuches começaram a processar pela paz em 1725. Os espanhóis reforçaram o forte de Purén, e a maioria dos espanhóis conseguiu encontrar refúgio nos vários fortes sem ser interceptada ou hostilizada pelos mapuches. Em agosto, o mapuche toki Vilumilla empurrou para o norte ocupando a Isla del Laja, ou seja, as terras entre os rios Bío Bío e Laja. Os espanhóis liderados por Manuel de Salamanca atacaram um acampamento mapuche de guerreiros em 24 de agosto, um dia de forte chuva. Os mapuches inicialmente lutaram com tenacidade, mas chegaram a acreditar que estavam sendo cercados e fugiram do local.
Eventualmente, a paz foi estabelecida por tratado novamente em 13 de fevereiro de 1726 no Parlamento de Negrete.